# گذرنامه سنگالی
گذرنامهٔ سنگالی یک مدرک سفر بین‌المللی است که توسط کشور سنگال صادر می‌شود و بنا بر داده‌های سال ۲۰۲۳، دارندگان آن می‌توانستند به ۵۶ کشور دیگر بدون دریافت ویزا سفر کنند یا ویزا را در بدو ورود دریافت نمایند. این گذرنامه بر اساس رتبه‌بندی شاخص گذرنامهٔ هنلی در سال ۲۰۲۳ در رتبهٔ ۸۸ قرار داشت.

## مشخصات ظاهری
- نام
- نام خانوادگی
- ملیت سنگالی
- تاریخ تولد
- جنسیت
- محل تولد
- تاریخ انقضاء
- شمارهٔ گذرنامه

## زبان
اطلاعات و صفحات گذرنامهٔ سنگالی به‌زبان‌های فرانسوی و انگلیسی نوشته شده‌اند.